# 1996. évi I. törvény
Az 1996. évi I. törvényt a rádiózásról és a televíziózásról (köznyelven: első médiatörvény) az Országgyűlés évekig tartó alkotmányos mulasztás után – melynek megszüntetésére az Alkotmánybíróság többször felhívta a figyelmét – végül 1995–1996 fordulóján alkotta meg. A médiatörvényben az Országgyűlés meghatározta a műsorszolgáltatás alapvető elveit és szabályait. Ezen belül megállapította a műsorszolgáltatási jogosultság megszerzésének eljárási szabályait, valamint meghatározta a közszolgálati műsorszolgáltatók szervezeti rendjét. A törvény egyik legfontosabb rendelkezése az Országos Rádió és Televízió Testület (ORTT), valamint a Panaszbizottságának létrehozása. 
A médiatörvény vonatkozik a kereskedelmi és közszolgálati médiára is; a közszolgálatiakra extra szabályok vonatkoznak.
- műsorszolgáltatás: állandó megnevezéssel ellátott rádióműsor, illetve televízió-műsor rendszeres szolgáltatása előzetesen nyilvánosságra hozott adásidőben, bármely műsorterjesztő rendszer meghatározott és nyilvánosan ismertetett csatornáján bárki számára, aki megfelelő vevőkészüléket üzemeltet.
- műsorszétosztás: a műsorszolgáltató által előállított jelek vezetékes (kábeles) hálózaton, továbbá földfelszíni vagy műholdas nem műsorszóró rádió távközlő rendszeren tartalmában változatlanul történő egyidejű eljuttatása rádió és televízió műsorszóró adókhoz, illetőleg műsorelosztó hálózatokhoz.
- műsorszórás: földfelszíni vagy műholdas rendszerrel végzett egyirányú – megfelelő vevőkészülékkel rendelkező, elvileg korlátlan számú felhasználónak szánt – rádió-távközlési eljárás hangok, képek vagy egyéb természetű jelek továbbítására.
- műsorterjesztés: műsorszolgáltató által előállított műsorszolgáltatási jelek elektronikus úton (műsorszórással vagy műsorelosztás útján) egyidejűleg, változatlanul történő eljuttatása a felhasználó vevőkészülékéhez.

## A törvény részei
- alapelvek: műsorszolgáltatás tartalmi elemei
- külön alapelvi rész 3-5 §
- műsorszolgáltatás szabadon zajlik és szabadon vehető
- tartalmáért a szolgáltató felelős, önállóan határozta meg, mit tesz a műsorba
- köteles tiszteletben tartani az alkotmányos rendet, emberi jogokat, nem lehet alkotmányos kisebbség elleni gyűlöletkeltés, nem irányulhat kisebbség vagy többség kirekesztésére, faji alapon történő bemutatás vagy nyílt/burkolt megsértés.
- tárgyilagos tájékoztatás, kiegyensúlyozott, pontos, időszerű, közérdeklődésre számot tartó eseményről tájékoztatás
- nem állhat párt v. politikai szerv szolgálatában, mivel védjegy lesz a személy, nem szerepelhet reklámban, politikai hirdetésben, nem fűzhet véleményt az ügyekhez.
- Ellenkező esetben a tájékoztatás objektivitása sérülne.
- Ha olyan műsor köv., ami sértheti mások nyugalmát, vallási nézeteit, a műsor előtt figyelmeztetni kell, fel kell tüntetni a képernyőn.

## Kiskorúak védelme
Európai Unió irányelv alapján szabályozás: az újabb televíziók rendelkeznek védőchippel, ami kiszűri azon műsorokat, amik jelet adnak, hogy kiskorú részére nem ajánlott. Ilyenkor kikapcsol a TV.

### 5 kategória
1. korhatárra tekintet nélkül megtekinthető
2. 12 éven aluli nézőben félelmet kelthet, illetve amelyet koránál fogva nem érthet meg vagy félreérthet. Az ilyen műsorszám minősítése: tizenkét éven aluliak számára a megtekintése nagykorú felügyelete mellett ajánlott.

1. 16 éven aluliak fizikai, szellemi vagy erkölcsi fejlődésének kedvezőtlen befolyásolására alkalmas, különösen azáltal, hogy közvetett módon utal erőszakra, illetve szexualitásra, vagy témájának meghatározó eleme az erőszakos módon megoldott konfliktus. Az ilyen műsorszám minősítése: tizenhat éven aluliak számára nem ajánlott. Megfelelő jelzéssel ellátva 21.00 és 05.00 óra között tehető közzé.

1. a kiskorúak fizikai, szellemi vagy erkölcsi fejlődésének kedvezőtlen befolyásolására alkalmas, különösen azáltal, hogy meghatározó eleme az erőszak, illetve a szexualitás közvetlen, naturális ábrázolása. Az ilyen műsorszám minősítése: tizennyolc éven aluliak számára nem ajánlott. A műsorszám csak 22.00 és 05.00 óra között tehető közzé, megfelelő jelzés feltüntetése mellett.
2. a kiskorúak fizikai, szellemi vagy erkölcsi fejlődésének súlyosan kedvezőtlen befolyásolására alkalmas, különösen azáltal, hogy pornográfiát vagy szélsőséges, illetve indokolatlan erőszakot tartalmaz. A műsorszám nem tehető közzé.

A besorolásról az ORTT dönt 2/3 többséggel.

## Lásd még
- ORTT
- Panaszbizottság
- 2010. évi CLXXXV. törvény a médiaszolgáltatásokról és a tömegkommunikációról